# 岩崎隆治
岩崎 隆治（いわさき たかはる、1934年 - ）は、日本の自己啓発書著作家。

## 経歴
長崎県生まれ。早稲田大学文学部卒、同大学大学院を経て、日本生産性本部、日本能率協会、ダイヤモンド社に勤務。
多くの自己啓発書を書いた。

## 著書
- 『会社をやめたくなったら 食いっぱぐれ無き生き方』安藤喜久雄共著　青春出版社プレイ・ブックス　1965
- 『問題解決法入門』ダイヤモンド社・ビジネス新書　1973
- 『情報収集力 見る・聞く・読む・メモのテクニック』日本経営者団体連盟弘報部　1976 部課長自己啓発シリーズ
- 『働きにくさの構造 職場の日本的風土』日本労働協会　1976
- 『問題意識の育て方 発見・形成・解決の技法』日本経営者団体連盟弘報部　1977　第一線監督者自己啓発シリーズ
- 『企画力の育て方』産業能率短期大学出版部　1978
- 『情報活用の心得』日本経済新聞社　1979　のち三笠書房知的生きかた文庫
- 『窓ぎわ族にならない秘法 中・高年の反乱のすすめ』日本書籍　1979
- 『われら中高年サラリーマン 栄光と挫折の戦後史』日本労働協会　1979
- 『知的職人のすすめ ビジネスマンの七つ道具考』PHP研究所　1980
- 『知的読書術100のヒント こうすれば知的財産は蓄積できる』こう書房　1981
- 『30歳からの自分学 生き方・学び方の技術』日本能率協会　1983
- 『知的「仕事人脈」のつくり方 "人間を見る眼"が10倍ひろがる97項』大和出版　1984　「「人脈」をつくる77の方法」三笠書房知的生きかた文庫
- 『問題意識をどう高めるか 「発見」と「創造」への感度を磨け! ビジネスセンスの原点』PHP研究所　1984
- 『問題解決の目を育てる』日本能率協会　1984　マイジャンプ・シリーズ
- 『職場のコミュニケーション』日本労働協会　1986　労働福祉の基礎知識
- 『情報散歩のすすめ…!? 発想転換トレーニングブック』産業能率大学出版部　1986
- 『おいしい仕事をつくる情報クッキング』ダイヤモンド社　1987
- 『企画力が身につく本』PHP研究所　1987　ビジネスマン基礎力養成講座
- 『情報活用の技術』日本経営者団体連盟弘報部　1987
- 『職場と若者たち 新人類の活かし方』日本労働協会　1988

## 参考
- 『問題意識をどう高めるか』著者紹介

| スタブアイコン | サブスタブ | この項目は、まだ閲覧者の調べものの参照としては役立たない、人物に関連した書きかけの項目です。この項目を加筆・訂正などしてくださる協力者を求めています（P:人物伝/PJ:人物伝）。 |